# Taygetis griseomarginata
Taygetis griseomarginata är en fjärilsart som beskrevs av Miller 1978. Taygetis griseomarginata ingår i släktet Taygetis och familjen praktfjärilar. Inga underarter finns listade i Catalogue of Life.